# Muri (distrikt)
Muri är ett distrikt i kantonen Aargau i Schweiz.

## Geografi

### Indelning
Muri är indelat i 19 kommuner:
- Abtwil
- Aristau
- Auw
- Beinwil (Freiamt)
- Besenbüren
- Bettwil
- Boswil
- Buttwil
- Bünzen
- Dietwil
- Geltwil
- Kallern
- Merenschwand
- Muri
- Mühlau
- Oberrüti
- Rottenschwil
- Sins
- Waltenschwil